# Palojoki, Satakunta
Palojoki eller Kourajoki är ett vattendrag i Finland.   Det ligger i landskapet Satakunta, i den sydvästra delen av landet, 160 km nordväst om huvudstaden Helsingfors och är ett biflod av Kumo älv.